# Chiến tranh thuộc địa Bồ Đào Nha
Chiến tranh thuộc địa Bồ Đào Nha (tiếng Bồ Đào Nha: Guerra Colonial Portuguesa) đề cập đến cuộc chiến giữa Cộng hòa thứ hai của Bồ Đào Nha và các thuộc địa, từ năm 1961 đến 1974. Sau khi kết thúc Chiến tranh thế giới thứ hai, nhiều nước châu Âu đã tự nguyện hoặc buộc phải từ bỏ thuộc địa của mình. Vào thời điểm đó, chế độ cánh hữu Saratocha ở Bồ Đào Nha đã từ chối từ bỏ thuộc địa của mình, vì vậy Bồ Đào Nha vẫn duy trì một đế chế thực dân khổng lồ. Bồ Đào Nha đã cố gắng chống lại làn sóng phi thực dân, do đó đã nổ ra một cuộc chiến tranh thuộc địa. Sau cuộc cách mạng cẩm chướng, Cộng hòa thứ hai Bồ Đào Nha tan rã và chiến tranh kết thúc. Trong suốt cuộc chiến, Bồ Đào Nha phải đối mặt với sự bất đồng quan điểm ngày càng gia tăng, cấm vận vũ khí và các biện pháp trừng phạt khác do đa số cộng đồng quốc tế áp đặt. Đến năm 1973, do thời gian chiến tranh và chi phí tài chính kéo dài, mối quan hệ ngoại giao của Bồ Đào Nha với các quốc gia thành viên Liên Hợp Quốc khác đã xấu đi và ngày càng trở nên không phổ biến. Sau cuộc cách mạng cẩm chướng năm 1975, chính phủ Bồ Đào Nha chính thức tuyên bố từ bỏ tất cả các thuộc địa hải ngoại.
Cách tiếp cận lịch sử của người Bồ Đào Nha quốc tế coi Chiến tranh thuộc địa Bồ Đào Nha là một cuộc xung đột duy nhất xảy ra ở ba nơi riêng biệt (Angola, Guinea-Bissau và Mozambique). Tuy nhiên, một số phương pháp khác để xem xét rằng có ba cuộc xung đột khác nhau, cụ thể là Cuộc chiến giành Độc Lập của Angola, Guinea-Bissau và Mozambique.Đôi khi, cuộc xung đột ngắn ngủi dẫn đến sự sáp nhập của Ấn Độ vào năm 1961 cũng được đưa vào. Không giống như các nước châu Âu khác trong những năm 1950 và 1960, Chế độ Cộng hòa thứ hai của Bồ Đào Nha đã không rút khỏi các thuộc địa châu Phi hoặc các tỉnh ở nước ngoài (Ultramarinas) vì chúng đã được gọi chính thức từ năm 1951. Trong những năm 1960, các phong trào độc lập vũ trang khác nhau đã bắt đầu hoạt động: các phong trào phổ biến như:Giải phóng Angola, Mặt trận Giải phóng Quốc gia Angola, Liên minh Quốc gia Độc lập từ Bồ Đào Nha ở Angola, Đảng Độc lập Guinea và Cape Verde ở Châu Phi và Mặt trận Giải phóng Mozambique.Trong cuộc xung đột này, sự tàn bạo đã được gây ra bởi tất cả các lực lượng liên quan.